# Baron Trefgarne

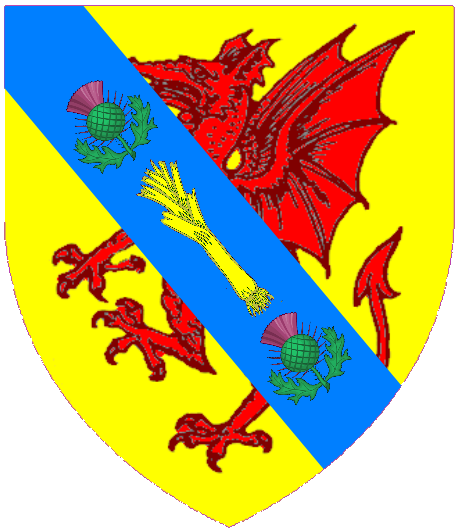
Wappen der Barone Trefgarne

Baron Trefgarne, of Cleddau in the County of Pembroke, ist ein erblicher britischer Adelstitel in der Peerage of the United Kingdom.
Der Titel wurde durch Letters Patent am 21. Januar 1947 für den Juristen, Journalisten und ehemaligen Unterhausabgeordneten George Garro-Jones geschaffen. 1954 nahm er den Familiennamen Trefgarne an.
Heutiger Titelinhaber ist seit 1960 dessen Sohn David Trefgarne als 2. Baron. 

## Liste der Barone Trefgarne (1947)
- George Trefgarne, 1. Baron Trefgarne (1894–1960)
- David Trefgarne, 2. Baron Trefgarne (* 1941)

Voraussichtlicher Titelerbe (Heir apparent) ist der älteste Sohn des aktuellen Titelinhabers Hon. George Garro Trefgarne (* 1970).